# Buschspötter
Der Buschspötter (Iduna caligata, Syn.: Hippolais caligata) ist ein Singvogel aus der Familie der Rohrsängerartigen (Acrocephalidae). Er ist ein Brutvogel Westrusslands und Zentralasiens, der in Indien überwintert.
Das Artepitheton kommt aus dem Lateinischen und bedeutet „gestiefelt“.

## Beschreibung

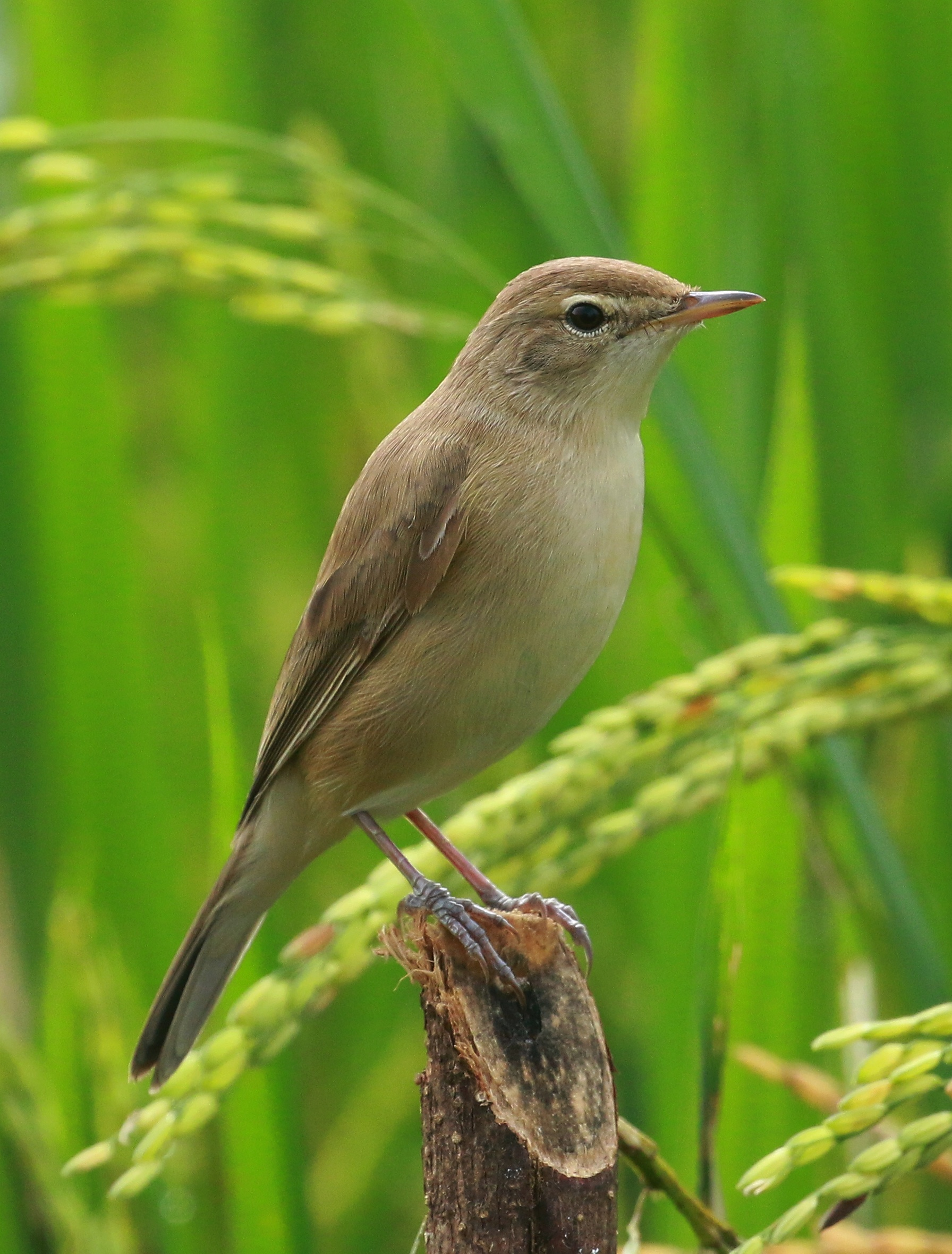

### Aussehen
Mit einer Größe von 11–12,5 cm ist der unauffällig graubraune Buschspötter der kleinste Spötter und nur geringfügig größer als ein Zilpzalp. Er hat einen meist kurzen, aber recht variablen Schnabel, der oberseits ziemlich dunkel mit deutlicher dunkler Spitze ist und dessen Basis hellbraun-rosa ist, und einen kurzen, hellen Überaugenstreif, wodurch er mehr wie ein Laubsänger als wie ein Spötter aussieht. Manchmal sind vor allem vor dem Auge ein dunkler Augenstreif sowie ein dunkler Scheitelseitenstreif angedeutet. Die Oberseite ist im frischen Gefieder beigebraun, sonst etwas gräulicher. Die Flanken sind rostbeige getönt und die restliche Unterseite ist weißlich. Der Schwanz und die Handschwingenprojektion sind recht kurz. Die Beine sind bräunlich-rosa und heller als die dunkelgrauen Zehen.
Jungvögel sind oberseits olivbraun mit ockerfarbenem Anflug, wodurch sie an Rohrsänger erinnern; am Kopf und auf der Unterseite haben sie einen gelblichbraune Tönung.

### Artabgrenzung
Es besteht eine große Ähnlichkeit zum Steppenspötter, zum Blassspötter (ssp. elaeica) und zum Feldrohrsänger.
Im Vergleich zum Steppenspötter ist der Buschspötter oberseits oft dunkler, wärmer und olivfarbener gefärbt, unterseits ist er stärker beige getönt. Der Überaugenstreif ist deutlicher und der Schnabel meist deutlich kürzer, zudem hat dieser konkave Seiten und keine geraden wie beim Steppenspötter. Außerdem hat der Buschspötter in den meisten Fällen einen kürzeren Schwanz. Ein weiteres Unterscheidungsmerkmal ist die Bewegungsweise: Der Buschspötter zuckt oft mit Schwanz und Flügeln, der Steppenspötter nur mit dem Schwanz.
Zur Unterscheidung vom Blassspötter (ssp. elaeica) beachte man die bräunlichere und nicht so graue Färbung des Buschspötters, außerdem sind dessen Federn der Großen Armdecken und Flugfedern nur schmal und undeutlich umrandet. Beim Blassspötter fällt auch das wiederholte Abwärtsschlagen des Schwanzes auf, was bei Busch- und Steppenspötter nicht zu beobachten ist.
Vom Feldrohrsänger kann man ihn anhand des kürzeren, rechteckigeren Schwanzes, anhand des schmaleren Überaugenstreifs und aufgrund des Fehlens eines deutlichen Augenstreifs unterscheiden.

### Stimme
Die Gesangsstrophen, die vor allem von Mai bis Juni zu hören sind, haben eine Länge von 2–6 Sekunden und enthalten nasale, zwitschernde, zeternde, tremolierende und raue Töne. Sie beginnen meist langsam und tief, aber beschleunigen schnell und werden lauter. Es werden keine Imitationen eingeflochten.
Die Rufe sind ein schnalzendes „tschreck“, das dem Ruf des Mariskenrohrsängers ähnelt, und ein zurückhaltendes, rollendes „zerr“.

## Verbreitung und Wanderungen

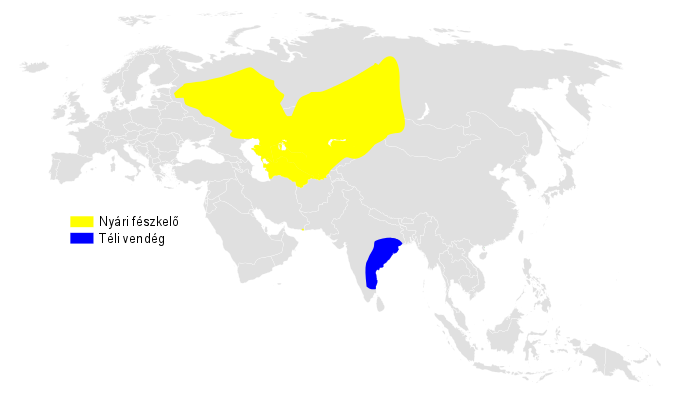
Verbreitung des Buschspötters:
Brutgebiete
Überwinterungsgebiete

Der Buschspötter brütet von Westchina über Afghanistan, Iran und Kasachstan bis nach Zentral- und Westrussland. Im Süden Russlands und in Sibirien wurden Dichten von bis zu sechs Paaren pro Hektar festgestellt, nach Norden hin wird das Vorkommen immer lückiger. Das Brutgebiet erreicht seit dem finnischen Erstnachweis im Jahr 1981 am Ladogasee auch Südost-Finnland, wo im Juni 2000 bereits elf singende Männchen festgestellt wurden.
Die Art ist ein Langstreckenzieher und überwintert im Osten und Süden Indiens bis nach Bengalen. Der Aufbruch aus den Brutgebieten erfolgt in den südlichen Teilen bereits gegen Ende Juli, sobald die Jungen flügge sind; im Norden verbleiben die meisten bis Mitte oder Ende August. Adulte Vögel erreichen Pakistan und Nordindien ab Ende Juli, die Jungvögel erst ab Mitte August. Die Ankunft in Zentral- und Südindien erfolgt im September. Der Rückzug erfolgt ab April und die Brutgebiete werden von Mai bis Juni erreicht.
In Deutschland ist der Buschspötter ein seltener Irrgast.

## Lebensraum und Verhalten
Die Art brütet in Steppen, Wiesen, Weideland und anderen offenen Landschaften mit mittelhohem Gestrüpp oder Gebüsch (vorwiegend Mädesüß- und Erbsen-Gewächse), am Nordrand des Verbreitungsgebiets manchmal an Taiga-Waldrändern, im trockeneren Süden oft an Ufern. Die Nahrungssuche des insektivoren Vogels erfolgt meist bodennah, manchmal auch am Boden.

## Fortpflanzung

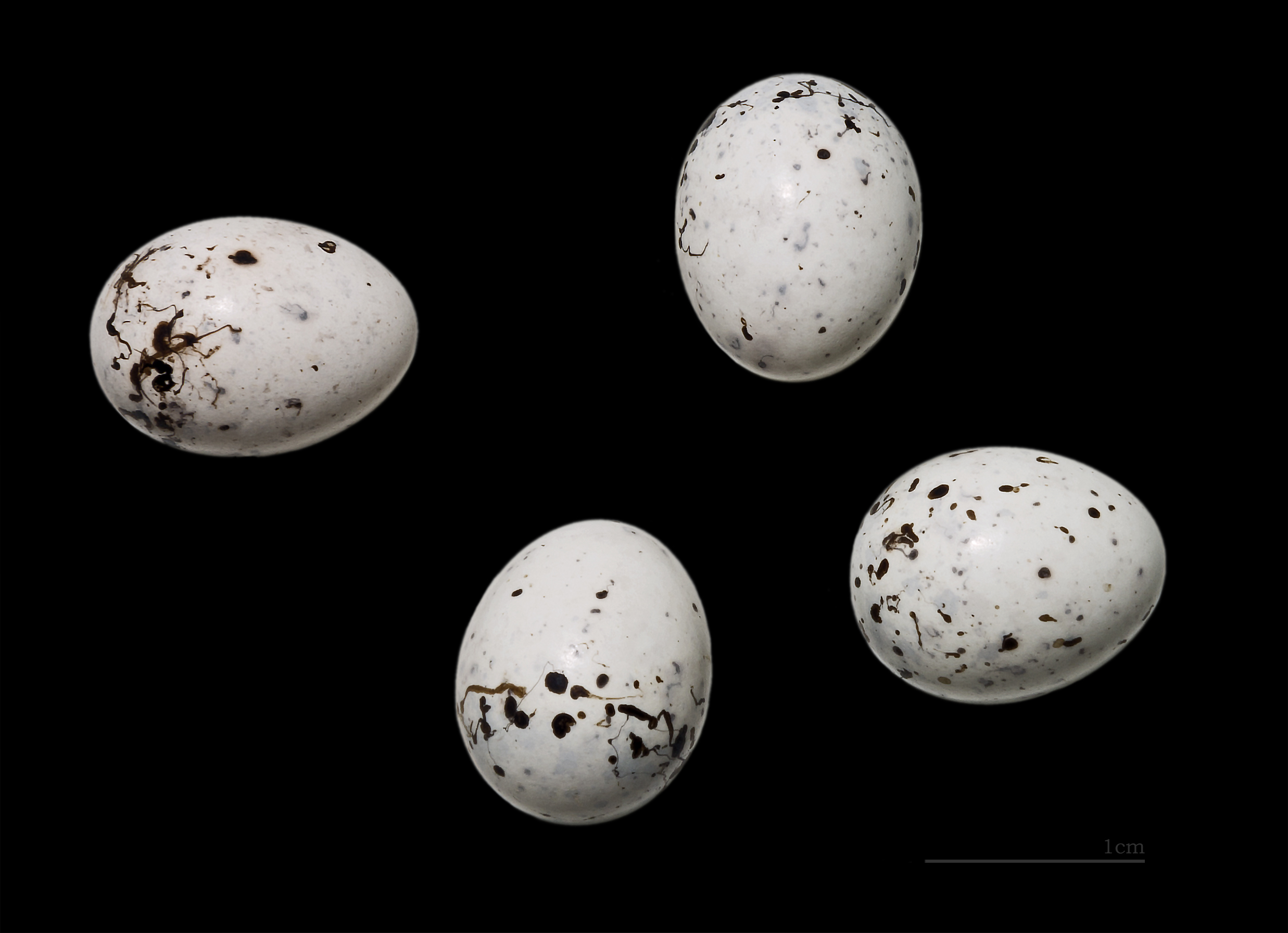
Eier des Buschspötters

Das in einem Busch gelegene Nest ist schalenförmig und besteht aus Zweigen, Halmen, Wurzeln und Blättern. Das Gelege umfasst 4–6 Eier und wird im Süden des Verbreitungsgebiets im späten Mai oder frühen Juni, im Norden gegen Ende Juni gelegt; es gibt im Normalfall nur eine Jahresbrut. Das Weibchen brütet die Eier aus und die geschlüpften Jungvögel werden von beiden Elternteilen gefüttert. Wenn sie nach einer Nestlingszeit von 13–14 Tagen ausfliegen, werden sie noch einmal so lange gefüttert, bis sie selbstständig sind.

## Systematik und Taxonomie
Die Art wurde von Martin Hinrich Carl Lichtenstein im Jahr 1823 in dem zusammen mit Eduard Friedrich Eversmann veröffentlichten Werk Reise von Orenburg nach Buchara, S. 128 als Sylvia caligata erstbeschrieben. Lange wurde sie als konspezifisch mit dem Steppenspötter betrachtet. Sie wurde jedoch aufgrund genetischer Analysen und Beobachtungen von Sympatrie der beiden Arten in Südkasachstan abgetrennt.
Im Jahr 1925 wurde von Pjotr Petrowitsch Suschkin neben dem Busch- und dem Steppenspötter ein drittes sehr ähnliches Taxon annectens beschrieben, deren Vertreter in Südsibirien, der Westmongolei, Ostkasachstan und Nordwest-China vorkommen und Merkmale von Busch- und Steppenspötter vereinen. Er stellte die Theorie auf, dass dieses Taxon durch sekundäre Hybridisierung entstanden sei. Allerdings konnte keine Hybridisierung zwischen Busch- und Steppenspötter nachgewiesen werden. Derzeit wird annectens meist als Synonym für caligata, also den hier behandelten Buschspötter angesehen und dieser als monotypisch betrachtet.
Der Buschspötter wurde historisch in die Gattungen Acrocephalus und Hippolais gestellt, 2009 wurde er jedoch in die Gattung Iduna transferiert.

## Gefährdungssituation und Bestand
Die Art wird wegen des großen Verbreitungsgebietes von etwa 1.990.000 km² in der Roten Liste der IUCN als nicht gefährdet (Least Concern) eingestuft. Die Bestände steigen und umfassen derzeit etwa 560.000 bis 1.260.000 adulte Vögel. Davon macht der europäische Brutbestand mit etwa 140.000 bis 301.000 adulten Individuen etwa ein Viertel aus. Als Bedrohung wird die Erbeutung von Eiern und Nestlingen durch Kreuzottern, Krähen und Weihen in Teilen des russischen Brutareals genannt, was in manchen Jahren zu lokalen Bestandseinbußen führen kann.